# Fernando Alonso Barahona
Fernando Alonso Barahona (Madrid, noviembre de 1961) es un escritor y analista cinematográfico español.

## Biografía
Fernando Alonso nació en Madrid en noviembre de 1961. Desarrolla, en paralelo con su actividad profesional, una labor como escritor y analista cinematográfico, colaborando en diferentes revistas y medios gráficos, desde el fanzine L'Hork hasta el diario Ya, desde poesía hasta ensayos políticos y estudios sobre cine de terror, pasando por novelas. 
Es licenciado en derecho por la Universidad Autónoma de Madrid. Técnico Superior de la Comunidad de Madrid por oposición desde 1986, ha desempañado su trabajo en la administración regional, y en cargos directivos en  los ayuntamientos de Madrid, Alcala de Henares, Boadilla del Monte y Coslada
Colaborador en numerosas revistas de cine, cultura y pensamiento tanto en papel como virtuales, Vocal de la Asociación de Amigos de Julián Marías hasta 1993. Vocal de las juntas directivas del Círculo de Escritores Cinematográficos y FEDECA. Miembro de la Real Sociedad Económica Matritense de Amigos del País y Jurado de los Premios Nacionales de Literatura (2003) y Teatro (2004) y de los premios Cultura Viva (2006-2007)

## Distinciones
- Premio "José María Ruiz-Gallardón" en 1991 por el ensayo El pensamiento político a la altura del siglo XXI.
- Premio Delgado Barreto al mejor artículo de historia y pensamiento (2019).
- Premio Cinemasmusic (2019).

## Su obra
Libros publicados
- Cecil B. De Mille (1991)
- Cine, ideas y arte (1991)
- King Vidor (1992)
- Antropología del cine (1992)
- Biografía del cine español (1992)
- Charlton Heston (1992)
- Sean Connery (1992)
- Michael Douglas (1992)
- Cien películas de terror (1992)
- Gary Cooper (1994)
- La derecha del siglo XXI (1994)
- Las obras maestras del cine (1994)
- Chuck Norris (1994)
- John Wayne (1995)
- Las mentiras sobre el cine español (1995, en colaboración)
- Asesoramiento municipal (1996)
- Informes Municipales (1997)
- Anthony Mann (1997)
- Rafael Gil: director de cine (1997)
- Paul Naschy (1997)
- Informes de Administración Local (1998)
- Historia del terror a través del cine (1998)
- Políticamente incorrecto (1998)
- Administración Local Práctica (1999)
- Charlton Heston, la épica de un héroe (1999)
- El libro del concejal (1999)
- John Wayne, el héroe americano (2000)
- El sueño de la vida (poemas)  (2000)
- McCarthy o la historia ignorada del cine (2000)
- Viaje hacia el amor -poemas- (2001)
- Perón o el espíritu del pueblo (2003)
- Rafael Gil, escritor de cine (2004)
- Todo sobre Ingrid Bergman (2005)
- ¿Quién es John McCain? (2008)
- La restauración (novela, 2008)
- Círculo de mujeres (novela, 2010)
- El rapto de la diosa (poemas) 2014
- Tres poemas de mujer (teatro, 2016)
- Cartas del silencio (poemas, 2017)
- Retrato de ella (novela, 2018)
- Figuras en un espejo (novela, 2019)
- El cine español en la era de Franco (2022)
- Falange, historia , cine y cultura (2023)
- Charlton Heston, un héroe para la eternidad (2023), con Juanma de la Poza }.
- Cecil B. de Mille , un director de leyenda. ( 2023 ) con Juanma de la Poza
- El libro del concejal . ( 2023 )
- Castilla y León. Territorios míticos ( 2023 )
- Locura para el mundo (teatro, octubre 2023)
- Perón , una biografía argentina. 2024
- Antología Sisifo. 2025

- Pedazos de tiempo (novela, 2025)

Películas
- Universo Pinzas, 2019 de Victor Olid
- Hollywood v Hollywood (Samuel Bronston), 2023 de J.A. Tirado